# Ocenianie
Ocenianie (ang. assessment) jest kryterialnym wyznaczaniem rezultatu określonych oddziaływań lub stanu obiektów poddanych ocenie poprzez różnorodne procedury, polegające głównie na: sprawdzaniu spełniania progów wymagań, porównywaniu osiąganych efektów względem oczekiwań, różnicowaniu jednostek, grup, wytworów, procesów bądź szacowaniu jakości projektów, programów, treści, celów i środków.
Najbardziej znane jest ocenianie osiągnięć edukacyjnych w formie wystawianych ocen za postępy w opanowaniu wiadomości i umiejętności określonych w Podstawie programowej kształcenia i w szkolnych programach nauczania.

## Rodzaje oceniania

### ze względu na strategię
- predyktywne - prognozujące wartość zaplanowanego procesu lub ocenę predyspozycji kandydata (np. rozmowa kwalifikacyjna),
- autentyczne - diagnozujące dyspozycje podmiotu funkcjonującego w rzeczywistym środowisku pracy (np. praktyka zawodowa),
- formatywne - kształtujące, prowadzone systematycznie w toku zachodzących procesów umożliwia optymalizację oddziaływań,
- deskryptywne - podsumowujące, tworzone po zakończeniu procesów w formie szczegółowych opisów, sprawozdań i wniosków;

### ze względu na moment oceniania
- natychmiastowe - ocenianie w działaniu jest integralnym elementem zwłaszcza stacjonarnych zajęć praktycznych,
- odroczone - jest nieodzownym elementem mieszanej formy edukacji stacjonarnej i zdalnej (b-learning[3]),
- dystansowe - jest kwintesencją w badaniu całościowych efektów edukacji wszechobecnej (u-learning[4]);

### ze względu na kryteria
- ocenianie sprawdzające,
- ocenianie różnicujące,
- ocenianie wartościujące,
- ocenianie zatwierdzające.

## Charakterystyka metod kryterialnych

### Ocenianie sprawdzające
Jest to powszechnie znany, najczęściej stosowany w szkolnictwie sposób oceniania. Istotą jest sprawdzenie, czy i na jakim poziomie wykonane zostały wyznaczone zadania. Przyjmuje się pewne przedziały procentowe, punktowe lub jakościowe, wyznaczające ocenę. Także sama ocena może być wyrażona liczbą lub nazwą określającą poziom wyniku.
Przykładami zaawansowanej strategii oceniania sprawdzającego są egzaminy zewnętrzne. Dla zapewnienia trafności oceniania tworzy się klucze poprawnych rozwiązań i punktacji. Egzaminatorzy przechodzą szkolenia z właściwej interpretacji tych kluczy.

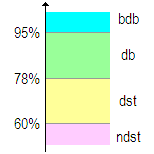
Kryteria arbitralne
Z góry wytyczone cele lub efekty są podłożem standardów wymagań, które muszą być spełnione na określonych poziomach. Problemem w przypadku zadań jakościowych jest sprecyzowanie, jakimi właściwościami mają się różnić kolejne poziomy.

### Ocenianie różnicujące
Istotą strategii jest sytuowanie wyników jednostek względem zróżnicowanych wyników ogółu. Do tego potrzebne są rezultaty innych osób, uzyskane z wykonania tych samych zadań.
Przykładowo – po egzaminie 8-klasistów gromadzi się wyniki wszystkich uczniów w Polsce. Następnie przypadki dzieli się na grupy o licznościach wynikających z normalizacji rozkładu. Każdej grupie przypisuje się ocenę określającą uzyskany rezultat (niski, średni, wysoki). Zależnie od trudności zadań, punktowe progi podziału na grupy są zmienne. Połowa możliwych punktów może raz dać wynik średni, a innym razem poniżej średni.

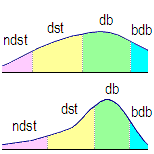
Kryteria empiryczne
Na podstawie licznych wyników wyznaczane są standardy osiągnięć możliwych do uzyskania w danej sytuacji zadaniowej. Taki sposób budowy kryteriów sytuowania wyników na tle realnych osiągnięć ogółu badanych jest trafną podstawą oceniania.

### Ocenianie wartościujące
W tej strategii najistotniejsze jest wyznaczenie norm, które stają się poziomami odniesienia. Służą one do wartościowania procesów, wytworów, właściwości bądź cech grup lub osób. Wypowiedzi ogółu badanych wobec kwestii badawczych wytyczają wartość oczekiwaną. Do poziomu tej wartości bazowej przyrównuje się rezultaty prób lokalnych.
Przykładem zastosowania może być normalizacja skal psychometrycznych. Z badań długofalowych kumuluje się wyniki zebrane zunifikowanym kwestionariuszem. W miarę gromadzenia danych ustala się coraz trafniejsze normy skalujące to narzędzie.

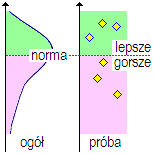
Kryteria normatywne
Z licznych obserwacji wyznaczane są standardy oczekiwań, będące normami społeczno-kulturowymi w danym okresie rozwoju. Ustalane są poziomy norm a także to, czy oceniana treść, cecha lub zjawisko jest wartością dla podmiotów edukacji.

### Ocenianie zatwierdzające
W tej strategii gromadzi się i analizuje informacje potrzebne do podjęcia rozstrzygającej decyzji. Decyzja dotyczy przyjęcia lub odrzucenia, zaopiniowania pozytywnego lub negatywnego, itp. Ocenianie to ma wiele form, np.: egzaminowanie, promowanie, recenzowanie, nagradzanie... Kryteria mogą być mniej lub bardziej doprecyzowane, lecz decyzją jest tylko TAK / NIE.
Przykładem sztywnego kryterium jest minimum procentowe wymagane do zdania matury. Elastyczne kryteria stosuje się w rekrutacji na studia, zależnie od liczby miejsc. Z kolei egzaminy ustne są zawsze oparte na subiektywnych ocenach egzaminatora.

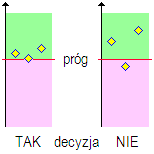
 Kryteria eksperckie
Obierany jest pewien próg decyzyjny – jeśli jakiś wskaźnik nie spełnia wymogów minimum, ocena całości jest negatywna. Wyrażane przez decydentów standardy zaleceń są autorytarne, często artykułowane post factum jako uzasadnienie decyzji.